# Stazione di Lagonegro (FCL)
Stazione di Lagonegro vasútállomás Olaszországban, Lagonegro településen.

## Vasútvonalak
Az állomást az alábbi vasútvonalak érintik:
- Lagonegro-Castrovillari-Spezzano Albanese-vasútvonal

## Kapcsolódó állomások
A vasútállomáshoz az alábbi állomások vannak a legközelebb: